# Gonospira duponti
Gonospira duponti е вид коремоного от семейство Streptaxidae. Видът е критично застрашен от изчезване.

## Разпространение
Разпространен е в Мавриций.